# Мнацаканян, Карен
Карен Мнацаканян (арм. Կարեն Մնացականյան; род. 3 марта 1977, Ереван) — армянский борец греко-римского стиля, двукратный чемпион Европы, призёр чемпионата мира, участник летних Олимпийских игр 2000 и 2008 годов.

## Биография
Начал заниматься борьбой в подростковом возрасте с 1988 года, уделяя особое внимание греко-римскому стилю. Став взрослым, он вступил в вооруженные силы и стал членом спортивного клуба "Динамо Ереван". Его тренировали в основном Георгий Кожарян и Самвел Геворкян. Позже он проходил обучение в Институте спортивных наук в Ереване.
Участвовал в целом ряде международных турниров по борьбе, начиная с юношеского возраста.
В 1997 году выиграл чемпионский титул Европы в своём первом же старте среди взрослых. Месяц спустя в Стамбуле он снова стал чемпионом Европы среди юниоров в весовой категории до 60 кг.
В 1999 году завоевал бронзовую медаль в легчайшем весе на чемпионате Европы в Софии, потерпев поражение в полуфинале от Валерия Никонорова из России. На чемпионате мира 1999 года в Афинах после двух выигранных боев он проиграл Ким Ин-Соп из Южной Кореи, в результате заняв лишь 15-е место.
В 2000 году прошёл квалификацию для участия в Олимпийских играх в Сиднее. Однако в Сиднее в легчайшем весе он проиграл оба боя, в которых участвовал, а именно Игорю Петренко из Беларуси и Джеймсу Грюнвальду из США. Таким образом, занял только 15-е место.
После 9-го места на чемпионате Европы 2001 года в Стамбуле, Мнацаканян добился больших успехов на чемпионате мира того же года в Патрах. Там он победил Норберта Футо, Юрия Эстеваса, Кан Ен Ира, а также олимпийского чемпиона и многократного чемпиона мира Армена Назаряна, соотечественника, выступавшего за Болгарию. Таким образом, в финале он встретился с Дилшодом Ариповым из Узбекистана, но проиграл этот бой со счетом 3-6, став вице-чемпионом мира.
Ему не удалось пройти квалификацию на Олимпийские игры 2004 года в Афинах, но в 2006 году в Москве он во второй раз стал чемпионом Европы.
В 2008 году снова прошёл квалификацию на Олимпийские игры. Однако в Пекине он проиграл свой первый бой Макото Сасамото из Японии и выбыл из турнира, заняв только 17-е место.